# Asesinato de la familia Clutter
El asesinato de la familia Clutter se produjo en las primeras horas de la mañana del 15 de noviembre de 1959, cuando cuatro miembros de la familia Clutter – Herb Clutter, su esposa, Bonnie, y sus hijos adolescentes Nancy y Kenyon – fueron asesinados en su casa rural en las afueras de la pequeña comunidad agrícola de Holcomb, Kansas. Dos exconvictos, Perry Smith y Richard Hickock, fueron declarados culpables de los asesinatos y condenados a muerte. Ambos fueron ejecutados el 14 de abril de 1965. Los asesinatos fueron detallados por Truman Capote en su novela testimonio de 1966 A sangre fría.

## Antecedentes
Herbert «Herb» Clutter era un próspero granjero del oeste de Kansas. Sus hijas mayores, Eveanna y Beverly, se habían mudado y habían comenzado su vida adulta. Se dice que su esposa Bonnie había estado incapacitada por depresión clínica y dolencias físicas desde el nacimiento de sus hijos, aunque esto fue cuestionado posteriormente. Nancy Clutter, de 16 años, y Kenyon Clutter, de 15, asistieron a la escuela secundaria Holcomb.
Richard «Dick» Hickock y Perry Edward Smith eran dos exconvictos, recientemente puestos en libertad condicional de la Penitenciaría del Estado de Kansas. Floyd Wells, antiguo compañero de celda de Hickock, había trabajado como peón de granja para Herbert Clutter. Wells le dijo a Hickock que Clutter guardaba grandes cantidades de efectivo en una caja fuerte. Sin embargo, Clutter no tenía caja fuerte y realizaba todas sus transacciones con cheque. Después de hablar con Wells, a Hickock se le ocurrió la idea de robar la caja fuerte y comenzar una nueva vida en México. Se puso en contacto con Smith, otro excompañero de celda, para cometer el robo con él. Según Truman Capote, autor de A sangre fría – una novela testimonio que detalla el asesinato de la familia Clutter – Hickock describió su plan como «un juego de niños, el resultado perfecto».

## Asesinatos
En la tarde del 14 de noviembre de 1959, Hickock y Smith recorrieron más de 400 millas (643,7 km) a través del estado de Kansas, en dirección a la residencia Clutter para ejecutar su plan. En las primeras horas de la mañana del 15 de noviembre, la pareja llegó a Holcomb, localizó la casa de los Clutter y entraron por una puerta sin llave mientras la familia dormía. Al despertar a los Clutter, empujaron a Bonnie, Nancy y Kenyon a un baño en el segundo piso de la casa y luego llevaron a Herb a su oficina en el primer piso. Después de que su búsqueda inicial de una caja fuerte fracasara, recuperaron a los otros tres miembros de la familia del baño. A Bonnie le ataron las manos delante de ella, la amordazaron y luego la metieron en la cama en una habitación del segundo piso. Las manos de Nancy estaban atadas detrás de ella (inexplicablemente, no estaba amordazada) y arropadas en la cama. Luego los hombres llevaron a Herb y Kenyon al sótano. Primero amordazaron a Kenyon, le ataron las manos a la espalda y ataron la cuerda a una tubería de vapor en la sala del horno. Entonces decidieron liberarlo y trasladarlo a la sala de juegos contigua, atado y amordazado; lo colocaron en un ángulo oblicuo en el pequeño sofá y le colocaron una almohada blanca detrás de la cabeza, presumiblemente para que estuviera más cómodo. Finalmente, los asesinos ataron y amordazaron a Herb y lo empujaron sobre un colchón en el piso de concreto de la sala del horno. Smith se quedó en la sala del horno mientras Hickock regresó arriba para reanudar su búsqueda de la caja fuerte.
Poco tiempo después, Hickock regresó al sótano, decepcionado y enojado por no encontrar ninguna caja fuerte. La pareja ya había planeado no dejar testigos y debatieron brevemente qué hacer. Finalmente, Smith, conocido por ser inestable en ocasiones y propenso a ataques de ira, le cortó la garganta a Herb Clutter y luego le disparó en la cabeza. Momentos después, Smith y Hickock volvieron a entrar a la sala de juegos, donde Smith le disparó a Kenyon, matándolo. Subieron las escaleras y luego al segundo piso, donde entraron a la habitación de Nancy y le dispararon, matándola. Por último, le dispararon a Bonnie Clutter en el costado de la cabeza. Cada una de las cuatro víctimas había muerto de un solo disparo de escopeta en la cabeza, aunque a Herb también le habían cortado la garganta y los asesinos recuperaron cada casquillo disparado. Al relatar más tarde la secuencia de los acontecimientos de la noche, Smith afirmó que había impedido que Hickock violara a Nancy.
Después de haber matado a los cuatro miembros de la familia, Hickock y Smith huyeron de la escena del crimen, llevándose consigo una radio portátil Zenith perteneciente a Kenyon Clutter, un par de binoculares pertenecientes a Herb Clutter y menos de 50 dólares (equivalente a 523 actualmente) en efectivo que se presume sobraba de un cheque de 60 dólares que Herb Clutter había cobrado el día anterior. En la zona era bien sabido que Herb prefería pagar con cheque y rara vez llevaba consigo o guardaba en casa cantidades importantes de dinero en efectivo. Su billetero y varios objetos fueron encontrados esparcidos por su dormitorio del primer piso, pero no se encontró dinero en efectivo allí.
Smith afirmó más tarde en su confesión oral que Hickock había asesinado a Nancy y Bonnie. Sin embargo, cuando se le pidió que firmara su confesión, Smith se negó. Según A sangre fría de Capote, Smith quería aceptar la responsabilidad de los cuatro asesinatos porque, dijo, sentía «lástima por la madre de Dick». Smith agregó: «Ella es una persona realmente dulce». Hickock siempre sostuvo que Smith había asesinado a las cuatro víctimas.

## Víctimas
Las cuatro víctimas fueron:
- Herbert William «Herb» Clutter (24 de mayo de 1911 – 15 de noviembre de 1959), 48 años.
- Bonnie Mae Fox Clutter (7 de enero de 1914 – 15 de noviembre de 1959), 45 años, esposa de Herb.
- Nancy Mae Clutter (2 de enero de 1943 – 15 de noviembre de 1959) era la hija de 16 años de Herb y Bonnie Clutter. Ella era la tercera de los cuatro hijos de Clutter y la hija más joven. Nancy, estudiante de tercer año en Holcomb High School, era una estudiante con notas sobresalientes y tocaba el clarinete en la banda de la escuela secundaria. Querida, extrovertida y bonita, asistía a la iglesia regularmente y era activa en 4-H. Le gustaba montar a caballo, hornear, bordar, escuchar música y coser, y las niñas más jóvenes a menudo la buscaban para que les ayudara con tareas domésticas como cocinar y hornear, o con sus lecciones de música.[8]
- Kenyon Neal Clutter (28 de agosto de 1944 – 15 de noviembre de 1959), de 15 años, estudiante de segundo año de secundaria, era el hijo menor y el único varón de Bonnie y Herb. Los intereses de este joven tranquilo y con gafas incluían la caza, la carpintería y trabajar en una vieja camioneta que su padre le había permitido comprar aunque aún no tenía  carnet de conducir. Al igual que Nancy, participaba activamente en el club 4-H local.[10] Según los propios asesinos, Kenyon había sido asesinado por Perry Smith.[8]

Aproximadamente 1000 personas asistieron al funeral de la familia Clutter, llenando la Primera Iglesia Metodista en Garden City (Kansas), sede del condado de Finney, siete millas al este de Holcomb. La mayoría de esa multitud también estuvo presente en el entierro en el cementerio Valley View, en el extremo norte de Garden City. Las tumbas de los padres están en el centro, marcadas por una lápida doble. La tumba y la lápida única de Nancy están justo a la izquierda; la de Kenyon está justo a la derecha.

## Perpetradores
Los dos autores:
- Perry Edward Smith (27 de octubre de 1928 – 14 de abril de 1965), 31 años en el momento de los asesinatos; 36 años en el momento de la ejecución
- Richard Eugene «Dick» Hickock (6 de junio de 1931 – 14 de abril de 1965), 28 años en el momento de los asesinatos; 33 años en el momento de la ejecución

Smith y Hickock fueron arrestados en Las Vegas, Nevada, el 30 de diciembre, unas seis semanas después de los asesinatos, luego de una tenaz investigación por parte de miembros de la Oficina de Investigaciones de Kansas. Después de ser extraditados a Kansas, su juicio se celebró en el juzgado del condado de Finney en Garden City. Tanto Smith como Hickock fueron declarados culpables de cuatro cargos de asesinato en primer grado y fueron condenados a muerte.
El 14 de abril de 1965, ambos fueron ahorcados en la prisión estatal de Kansas, cerca de Lansing, al norte de Kansas City. Hickock fue ejecutado primero y fue declarado muerto a las 12:41 a. m.; Smith lo siguió poco después y fue declarado muerto a la 1:19 a. m..

## A sangre fría
Antes de que los asesinos fueran capturados, el autor Truman Capote se enteró de los asesinatos de la familia Clutter y decidió viajar a Kansas y escribir sobre el crimen. Le acompañó su amiga de la infancia y colega escritora, Harper Lee. Juntos, entrevistaron a residentes locales e investigadores asignados al caso y tomaron miles de páginas de notas. Los asesinos, Hickock y Smith, fueron arrestados seis semanas después de los asesinatos y finalmente ejecutados por el estado de Kansas en 1965. Finalmente Capote pasó seis años trabajando en su libro. Cuando finalmente se publicó en 1966, A sangre fría fue un éxito instantáneo. En la actualidad, es el segundo libro de true crime más vendido en la historia editorial, detrás del libro Helter Skelter de Vincent Bugliosi de 1974, sobre los asesinatos de Charles Manson.

## Cine y televisión
- A sangre fría (película de 1967) – Robert Blake  interpretó a Smith; Scott Wilson interpretó a Hickock.[8]
- A sangre fría (miniserie de televisión de 1996) – Eric Roberts interpretó a Smith; Anthony Edwards interpretó a Hickock.
- Capote (película de 2005) – Clifton Collins Jr. interpretó a Smith; Mark Pellegrino interpretó a Hickock; Philip Seymour Hoffman interpretó a Truman Capote. Por su actuación, Hoffman ganó el Óscar al mejor actor.
- Infamous (película de 2006) – Daniel Craig interpretó a Smith; Lee Pace interpretó a Hickock; Toby Jones interpretó a Capote; Sandra Bullock interpretó a Harper Lee.
- «Once Upon a Crime», temporada 5, episodio 1 de A Crime to Remember (serie documental de 2013-2018) – la serie cuenta las historias de crímenes notorios alternando entre dramatización y entrevistas con expertos en delitos y/o personas involucradas en los crímenes.